# Liste der Kulturgüter in Biel/Bienne (äussere Stadtteile)
Die Liste der Kulturgüter in Biel/Bienne (äussere Stadtteile) enthält alle Objekte ausserhalb des Stadtzentrums von Biel/Bienne im Kanton Bern, die gemäss der Haager Konvention zum Schutz von Kulturgut bei bewaffneten Konflikten, dem Bundesgesetz vom 20. Juni 2014 über den Schutz der Kulturgüter bei bewaffneten Konflikten sowie der Verordnung vom 29. Oktober 2014 über den Schutz der Kulturgüter bei bewaffneten Konflikten unter Schutz stehen. Aufgeführt werden Objekte in den Stadtteilen Bözingen, Champagne, Madretsch Nord, Madretsch Süd, Mett, Rebberg und Vingelz.
Objekte der Kategorien A und B sind vollständig in der Liste enthalten, Objekte der Kategorie C fehlen zurzeit (Stand: 23. Januar 2024). Unter übrige Baudenkmäler sind geschützte Objekte zu finden, die im Bauinventar des Kantons Bern als «schützenswert» verzeichnet sind.

## Kulturgüter
| Foto |                                                                                                   | Objekt                                                                                                | Kat. | Typ | Standort                                                                  | Beschreibung |
| ---- | ------------------------------------------------------------------------------------------------- | --- | ---- | --- | ------------------------------------------------------------------------- | --- |
| ja   | Datei hochladen · Wikidata zu Atelier Robert, Künstleratelier (Q19362526)                         | Atelier Robert, Künstleratelier KGS-Nr.: 00756                                                        | A    | G   | Paul-Robert-Weg 11 586192 / 222310                                        | Der Maler Léo-Paul Robert liess 1886 das Atelier erbauen, um darin drei Wandgemälde für das Kunstmuseum in Neuchâtel malen zu können. Später als Ausstellungsraum, heute Künstleratelier für Stipendiaten. Auffallendes Merkmal des historistischen Baus ist das Knickwalmdach mit Spitzbogen-Ründe, Quergiebel und grossem Fenster. Die Fassade ist mit Elementen der Neorenaissance und Neugotik dekoriert. |
| ja   | Datei hochladen · Wikidata zu Kirche St. Maria Immaculata (Q19362530)                             | Katholische Pfarrkirche St. Maria Immaculata KGS-Nr.: 00773                                           | A    | G   | Juravorstadt 45 585701 / 221550                                           | In den Jahren 1926 bis 1929 von Adolf Gaudy erbaute römisch-katholisches Kirchengebäude im neugotischen Stil, ersetzte den durch Wilhelm Keller errichteten Vorgängerbau von 1869/70. Der massive Glockenturm und das monumentale Portal bestimmen die Frontansicht, in der Vierung erhebt sich ein Kuppelraum. Die Innenräume sind expressionistisch gestaltet. |
| BW   | Datei hochladen · Wikidata zu Vingelz-Hafen, neolithische Seeufersiedlung (Q117283153)            | Vingelz-Hafen, neolithische Seeufersiedlung KGS-Nr.: 16527                                            | A    | F   | Neuenburgstrasse 583600 / 220000                                          | Teil des UNESCO-Welterbes «Prähistorische Pfahlbauten um die Alpen» |
| ja   | Datei hochladen · Wikidata zu Aussichtsplattform Felseck (Q29651775)                              | Aussichtsplattform Felseck KGS-Nr.: 00757                                                             | B    | G   | Pavillonweg 2t 584320 / 220576                                            | 1897/98 erbauter Pavillon in Form eines kleinen toskanischen Rundtempels auf acht Säulen. Der malerische Steinbau an prominenter Aussichtslage auf kleiner Felsnase ersetzte einen abgebrannten hölzernen Vorgängerbau. |
| ja   | Datei hochladen · Wikidata zu Bauernhaus (Q29651814)                                              | Bauernhaus KGS-Nr.: 00777                                                                             | B    | G   | Gottfried-Ischer-Weg 7 587275 / 221769                                    | Um 1827 erbautes Bauernhaus im historischen Kern des ehemaligen Dorfes Mett, 1981/82 zu Wohnhaus mit Lager umgebaut. Stattlicher Riegelbau unter mächtiger Ründe, regelmässig fassadierte Giebelfront mit repräsentativ wirkenden Stichbogenfenstern. |
| ja   | Datei hochladen · Wikidata zu Reformierte Kirche Mett (Q29651817)                                 | Reformierte Kirche Mett KGS-Nr.: 00779                                                                | B    | G   | Gottfried-Ischer-Weg 15, 17 587303 / 221799                               | Im Kern romanisches Kirchengebäude, um 1400 Ergänzung eines rechteckigen Chors, 1688 barockisierender Umbau durch Abraham Dünz. Schlichte, ländliche Saalkirche unter Walmdach mit westseitig angebautem Turm, Kirchenschiff mit einfacher hölzerner Kassettendecke. |
| ja   | Datei hochladen · Wikidata zu Schlössli Mett (Altersheim) (Q29651819)                             | Schlössli Mett (Altersheim) KGS-Nr.: 00780                                                            | B    | G   | Mühlestrasse 11 587125 / 221921                                           | In den Jahren 1908 bis 1912 durch den Umbau einer Campagne entstandenes Altersheim. Voluminöser Baukörper in sprödem Berner Landhausstil unter ausladendem, dem L-förmigem Grundriss folgenden Knickwalmdach mit dominanten Lukarnen. Die dekorativen Elemente bestehen aus Kunststein. |
| ja   | Datei hochladen · Wikidata zu Technikum (Q29651836)                                               | Technikum KGS-Nr.: 00787                                                                              | B    | G   | Quellgasse 21 585295 / 221276                                             | In den Jahren 1897 bis 1900 erbautes Schulgebäude. Heute genutzt durch die Berner Fachhochschule, Departement Technik und Informatik. Imposanter neobarocker Bau mit ursprünglich zwei Flügeln, die Hauptfront wird von Pilastern aus Sichtbackstein und von einem prächtig ausgestatteten Mittelrisalit mit betonter zentraler Achse geprägt. |
| ja   | Datei hochladen · Wikidata zu Uhrenfabrik Rolex, ehemalige Gruen Watch (Q29651844)                | Uhrenfabrik Rolex, ehemalige Gruen Watch KGS-Nr.: 00788                                               | B    | G   | Höheweg 85 585330 / 221466                                                | 1922 von Moser und Schürch erbautes Industriegebäude im Heimatstil. Der imposante Bau am Steilhang über der Stadt besteht aus einem lang gezogenen Haupttrakt und zwei asymmetrisch angelegten Flügeln unter Quergiebeln. Eine der grössten Bieler Industriebauten des frühen 20. Jahrhunderts. |
| ja   | Datei hochladen · Wikidata zu Eidgenössische Hochschule für Sport Magglingen (Gebäude) (Q1233658) | Hauptgebäude der Haute école fédérale de Sport de Macolin (HESFM) und ehemaliges Hotel KGS-Nr.: 06409 | B    | G   | Hauptstrasse 247–253 582903 / 220798                                      | 1969/70 von Max Schlup erbautes Hochschulgebäude. Der Stahlskelettbau besitzt eine mit Corten verkleidete Vorhangfassade und ist ein multifunktionaler, aus Hörsälen, Klassenzimmern, Aula, Bibliothek und Schwimmhalle bestehender Komplex, der geschickt in eine Geländestufe eingefügt ist. Charakteristisches, konsequent durchformuliertes Beispiel für Schlups schlichte, auf Modulgrundrissen aufgebaute Stahl-Glas-Kuben. 1876/77 errichtetes Kurhaus und Grand-Hotel, seit 1944 Hotel und Personalhaus der ESSM, dem Vorläufer der HESFM.                                   |
| ja   | Datei hochladen · Wikidata zu Uhrenfabrik Omega mit Verwaltungsgebäude (Q29651841)                | Uhrenfabrik Omega mit Verwaltungsgebäude KGS-Nr.: 11834                                               | B    | G   | Jakob-Stämpfli-Strasse 96–98 / Nicolas-G.-Hayek-Strasse 4 586564 / 221534 | Das 1955/56 erbaute repräsentative Verwaltungsgebäude des Uhrenherstellers Omega SA im Stil der Nachkriegsmoderne ist ein Betonskelettbau mit strenger Rasterfassade aus kassettenartigen Kunststeinelementen, grossem Vordach und aufwändig inszenierten Treppenhausfronten. Rechtwinklig dazu gesetzt ist das 1917 erbaute Fabrikgebäude, ein schlanker, ausgesprochen gestelzt proportionierter Massivbau unter Mansarddach. Dem Ateliertrakt im Stil der Neuen Sachlichkeit ist ein monumentaler neobarocker Heimatstilmantel mit Eckrisaliten, Sockelzone und Attika umgehängt. |
| ja   | Datei hochladen · Wikidata zu Villa Jägerstein mit Remise, Park und Grotte (Q115616914)           | Villa Jägerstein mit Remise, Park und Grotte KGS-Nr.: 16773                                           | B    | G   | Alpenstrasse 95, 95b, 95c 585065 / 221151                                 | 1863 von Alexander Köhli erbautes, mit Treppengiebel und Ecktürmchen romantisch verschachteltes, burgartig mit Zinnen bewehrtes Schlösschen. Dazu gehört eine auf steilem terrassiertem Gelände angelegte Parkanlage mit altem Baumbestand, Brunnen, Teich und Remise. |

## Übrige Baudenkmäler
Hinweis: Anstelle der KGS-Nummer wird als Objekt-Identifikator (ID) die Grundstücksnummer verwendet.
| ID                                                                     | Foto | | Objekt                                                                   | Typ | Standort                                                                                               | Beschreibung |
| ---------------------------------------------------------------------- | ---- | --------------------------------------------------------------------------------------------------- | ------------------------------------------------------------------------ | --- | --- | --- |
| 25                                                                     | ja   | Datei hochladen · Wikidata zu Ehemaliges Schulhaus (Q123263431)                                     | Ehemaliges Schulhaus (1825)                                              | G   | Solothurnstrasse 7 587064 / 222583                                                                     | |
| 33                                                                     | ja   | Datei hochladen · Wikidata zu Alte Öle (1811) (Q123263476)                                          | Alte Öle (1811)                                                          | G   | Solothurnstrasse 2 587045 / 222512                                                                     | |
| 41                                                                     | ja   | Datei hochladen · Wikidata zu Schulhaus Bözingen (Q123263520)                                       | Schulhaus Bözingen (1839/40 / 1952)                                      | G   | Solothurnstrasse 24 / Jakob-Strasse 2 587227 / 222593                                                  | |
| 288                                                                    | ja   | Datei hochladen · Wikidata zu Wohnhaus (um 1878) (Q124343455)                                       | Wohnhaus (um 1878)                                                       | G   | Solothurnstrasse 5 587070 / 222580                                                                     | |
| 305                                                                    | ja   | Datei hochladen · Wikidata zu Ehemaliges Bauernhaus (1839) (Q123344880)                             | Ehemaliges Bauernhaus (1839)                                             | G   | Solothurnstrasse 10 587078 / 222563                                                                    | |
| 411                                                                    | BW   | Datei hochladen                                                                                     | Wohnhaus mit Atelier (1905)                                              | G   | Bürenstrasse 35 587291 / 222318                                                                        | |
| 418                                                                    | ja   | Datei hochladen · Wikidata zu Wohnhaus mit Läden und Restaurant (Q123263654)                        | Wohnhaus mit Läden und Restaurant (1837)                                 | G   | Solothurnstrasse 13 587086 / 222591                                                                    | |
| 717                                                                    | BW   | Datei hochladen                                                                                     | Ehemaliges Gasthaus Hirschen (1876)                                      | G   | Bözingenstrasse 165 586892 / 222363                                                                    | |
| 719                                                                    | BW   | Datei hochladen                                                                                     | Zwinglikirche (1963–1966)                                                | G   | Rochette 8 587081 / 222718                                                                             | |
| 763                                                                    | ja   | Datei hochladen · Wikidata zu Gasthof zum Wilden Mann (Q124756424)                                  | Gasthof zum Wilden Mann (3. Viertel 19. Jh.)                             | G   | Hermann-Lienhard-Strasse 47 586966 / 222506                                                            | |
| 763                                                                    | BW   | Datei hochladen · Wikidata zu Gasthof zum Wilden Mann (Q124756424)                                  | Trinkhalle (1. V. 20. Jh.)                                               | G   | Hermann-Lienhard-Strasse 47a 586966 / 222506                                                           | Abgegangen |
| 838                                                                    | ja   | Datei hochladen · Wikidata zu Ehemalige Drahtwerke / Schraubenfabrik (1918) (Q123263416)            | Ehemalige Drahtwerke / Schraubenfabrik (1918)                            | G   | Solothurnstrasse 1 587020 / 222577                                                                     | |
| 842                                                                    | ja   | Datei hochladen · Wikidata zu Ehemaliges Wohnhaus (Q123263587)                                      | Ehemaliges Wohnhaus (1855)                                               | G   | Solothurnstrasse 8 587057 / 222533                                                                     | |
| 973; 10947                                                             | ja   | Datei hochladen · Wikidata zu Taubenlochbrücke (Q124756426)                                         | Taubenlochbrücke (1856–1858)                                             | G   | Reuchenettestrasse N.N. 586544 / 223403                                                                | |
| 1187                                                                   | BW   | Datei hochladen                                                                                     | Wohnhaus (1896)                                                          | G   | Alpenstrasse 52 584895 / 220962                                                                        | |
| 1188                                                                   | BW   | Datei hochladen                                                                                     | Wohnhaus (um 1897)                                                       | G   | Alpenstrasse 54 584919 / 220975                                                                        | |
| 1189                                                                   | BW   | Datei hochladen                                                                                     | Villa Rosa (1897/98)                                                     | G   | Alpenstrasse 56 584935 / 220986                                                                        | |
| 1191                                                                   | BW   | Datei hochladen                                                                                     | Einfamilienhaus (1936)                                                   | G   | Alpenstrasse 64 584997 / 221033                                                                        | |
| 1212                                                                   | BW   | Datei hochladen                                                                                     | Wohnhaus mit Nebengebäuden (1832)                                        | G   | Lindenegg 6, 6a, 6b 585220 / 221141                                                                    | |
| 1213                                                                   | BW   | Datei hochladen                                                                                     | Villa (um 1860)                                                          | G   | Quellgasse 2, 4 585234 / 221202                                                                        | |
| 1214                                                                   | BW   | Datei hochladen                                                                                     | Wohnhaus (um 1830)                                                       | G   | Jakob-Rosius-Strasse 7 585264 / 221175                                                                 | |
| 1421; 1422                                                             | BW   | Datei hochladen                                                                                     | Doppelmehrfamilienhaus (1930)                                            | G   | General-Dufour-Strasse 109a, 109b 586084 / 221402                                                      | |
| 1483                                                                   | ja   | Datei hochladen · Wikidata zu Wohnhaus Violette (um 1790) (Q126443865)                              | Wohnhaus Violette (um 1790)                                              | G   | Quellgasse 8 / Jakob-Rosius-Strasse 9, 11 585277 / 221214                                              | |
| 1561                                                                   | ja   | Datei hochladen · Wikidata zu Brunnen beim Gasthof Bellevue (Q123263404)                            | Brunnen beim Gasthof Bellevue (1861)                                     | G   | Bözingenstrasse N.N. 585821 / 221623                                                                   | |
| 2059                                                                   | ja   | Datei hochladen · Wikidata zu Kindergarten Rittermatte (Q123263503)                                 | Kindergarten Rittermatte (1949–1952)                                     | G   | Karl-Stauffer-Strasse 10, 10a 585955 / 221393                                                          | |
| 2059                                                                   | ja   | Datei hochladen · Wikidata zu Sekundarschule Rittermatte (Q123263435)                               | Sekundarschule Rittermatte (1949–1952)                                   | G   | Freiestrasse 45 585881 / 221399                                                                        | |
| 2060                                                                   | ja   | Datei hochladen · Wikidata zu Wohnhaus (1898/99) (Q123397132)                                       | Wohnhaus (1898/99)                                                       | G   | General-Dufour-Strasse 96 586048 / 221347                                                              | |
| 2815                                                                   | BW   | Datei hochladen · Wikidata zu Villa (1957) (Q114945296)                                             | Villa (1957)                                                             | G   | Tessenbergstrasse 8 583021 / 219716                                                                    | 1957 als Eigenheim errichtete Villa von Max Schlup |
| 2844                                                                   | BW   | Datei hochladen                                                                                     | Bielhaus oder Neues Spitalhaus (1792)                                    | G   | Neuenburgstrasse 46 583364 / 219944                                                                    | |
| 2846; 2847; 8751                                                       | BW   | Datei hochladen                                                                                     | Ehemaliges Pächterhaus des Spitalrebgutes (1. Hälfte 16. Jh.)            | G   | Neuenburgstrasse 48, 50, 52 583382 / 219953                                                            | |
| 2898                                                                   | BW   | Datei hochladen                                                                                     | Zweifamilienhaus (1909)                                                  | G   | Tessenbergstrasse 75 583476 / 220132                                                                   | |
| 2927                                                                   | BW   | Datei hochladen                                                                                     | Ehemaliges Rebbauernhaus (frühes 16. Jh.)                                | G   | Neuenburgstrasse 84 583560 / 220080                                                                    | |
| 2929                                                                   | BW   | Datei hochladen                                                                                     | Altes Spitalhaus (frühes 16. Jh.)                                        | G   | Neuenburgstrasse 86 583570 / 220089                                                                    | |
| 2950                                                                   | BW   | Datei hochladen                                                                                     | Einfamilienhaus (1952)                                                   | G   | Neuenburgstrasse 114 583811 / 220225                                                                   | 1952 durch Max Schlup erbaut. |
| 2951                                                                   | BW   | Datei hochladen                                                                                     | Wohnhaus Beau-Site (1883)                                                | G   | Neuenburgstrasse 120 583865 / 220256                                                                   | |
| 3178                                                                   | BW   | Datei hochladen                                                                                     | Zweifamilienhaus (um 1925)                                               | G   | Alpenstrasse 29 584651 / 220760                                                                        | |
| 3184                                                                   | BW   | Datei hochladen                                                                                     | Einfamilienhaus (1923)                                                   | G   | Alpenstrasse 18 584598 / 220679                                                                        | |
| 3223; 5733; 5734; 5735; 5736; 5845                                     | BW   | Datei hochladen                                                                                     | sechs Zweifamilienhäuser (1923/24)                                       | G   | Alpenstrasse 45, 47, 49, 51, 53, 55 584801 / 220960                                                    | |
| 3236                                                                   | BW   | Datei hochladen                                                                                     | Wohnhaus (1898)                                                          | G   | Alpenstrasse 59 584859 / 221015                                                                        | |
| 3250                                                                   | BW   | Datei hochladen                                                                                     | Haus Eisenberg (1953)                                                    | G   | Höheweg 4 584710 / 220904                                                                              | |
| 3252; 3253                                                             | BW   | Datei hochladen                                                                                     | Doppeleinfamilienhaus (1903)                                             | G   | Alpenstrasse 33, 35 584701 / 220813                                                                    | |
| 3256                                                                   | BW   | Datei hochladen                                                                                     | Einfamilienhaus Inselblick (1908/09)                                     | G   | Alpenstrasse 40 584734 / 220791                                                                        | |
| 3260                                                                   | ja   | Datei hochladen · Wikidata zu Gymnasium Alpenstrasse (Q689852)                                      | Gymnasium Alpenstrasse (1908–1910)                                       | G   | Alpenstrasse 48, 50 584786 / 220888                                                                    | |
| 3295                                                                   | BW   | Datei hochladen                                                                                     | Villa Vuillemin (1897)                                                   | G   | Alpenstrasse 85 584979 / 221062                                                                        | |
| 3296                                                                   | BW   | Datei hochladen                                                                                     | Villa La Rochette (1910)                                                 | G   | Alpenstrasse 87, 87a 585001 / 221081                                                                   | |
| 3305                                                                   | ja   | Datei hochladen · Wikidata zu Villa Jägerstein mit Remise, Park und Grotte (Q115616914)             | Villa Jägerstein (1863)                                                  | G   | Alpenstrasse 95, 95b, 95c 585065 / 221151                                                              | |
| 3340                                                                   | ja   | Datei hochladen · Wikidata zu Christkatholische Pfarrkirche Epiphanie (Q123263408)                  | Christkatholische Pfarrkirche Epiphanie (1903/04)                        | G   | Quellgasse 27 585321 / 221320                                                                          | |
| 3353                                                                   | BW   | Datei hochladen                                                                                     | Einfamilienhaus Le Clos mit Garage (1924)                                | G   | Kloosweg 57, 57a 585407 / 221590                                                                       | |
| 3358                                                                   | BW   | Datei hochladen                                                                                     | Zweifamilienhaus (1954)                                                  | G   | Kloosweg 23 585500 / 221658                                                                            | |
| 3361                                                                   | BW   | Datei hochladen                                                                                     | Zweifamilienhaus (1933)                                                  | G   | Im Eichhölzli 12 585497 / 221793                                                                       | |
| 3382                                                                   | BW   | Datei hochladen                                                                                     | Wohnhaus (um 1860)                                                       | G   | Schützengasse 1 585359 / 221336                                                                        | |
| 3383                                                                   | BW   | Datei hochladen                                                                                     | Wohnhaus La Rochette (1840–1850)                                         | G   | Schützengasse 3, 3b, 3c 585398 / 221379                                                                | |
| 3386                                                                   | BW   | Datei hochladen                                                                                     | Wohnhaus Frohberg (1858)                                                 | G   | Schützengasse 13, 13a 585430 / 221404                                                                  | |
| 3402                                                                   | BW   | Datei hochladen                                                                                     | Villa (1891)                                                             | G   | Schützengasse 41 585572 / 221550                                                                       | |
| 3404                                                                   | BW   | Datei hochladen                                                                                     | Wohnhaus (1870)                                                          | G   | Schützengasse 43 585587 / 221566                                                                       | |
| 3412                                                                   | BW   | Datei hochladen                                                                                     | Zweifamilienhaus La Primevère (1906)                                     | G   | Schützengasse 61 585641 / 221621                                                                       | |
| 3414                                                                   | BW   | Datei hochladen                                                                                     | Villa (1907)                                                             | G   | Schützengasse 63 585672 / 221653                                                                       | |
| 3518                                                                   | BW   | Datei hochladen                                                                                     | Krankenpavillon des Kinderspitals Wildermeth (1901–1903)                 | G   | Kloosweg 24 585663 / 221817                                                                            | |
| 3527                                                                   | BW   | Datei hochladen                                                                                     | Villa Alpenblick (1896)                                                  | G   | Schützengasse 67 585702 / 221681                                                                       | |
| 3529; 3530                                                             | BW   | Datei hochladen                                                                                     | Doppelwohnhaus (1904)                                                    | G   | Schützengasse 69, 71 585725 / 221704                                                                   | |
| 3601                                                                   | BW   | Datei hochladen                                                                                     | Zweifamilienhaus (1933)                                                  | G   | Schützengasse 90 585932 / 221831                                                                       | |
| 3613                                                                   | ja   | Datei hochladen · Wikidata zu Villa und Garage (Q123263442)                                         | Villa und Garage(1915)                                                   | G   | Bözingenstrasse 69, 69a 586324 / 221973                                                                | |
| 3617                                                                   | BW   | Datei hochladen                                                                                     | Mehrfamilienhaus mit Ateliers und Lager (1904)                           | G   | Reuchenettestrasse 4 585862 / 221667                                                                   | |
| 3632; 3634; 3635; 3637; 3638; 3639                                     | ja   | Datei hochladen · Wikidata zu Wohnhauszeile mit Kaufläden (Q123263888)                              | Wohnhauszeile mit Kaufläden (1898)                                       | G   | Bözingenstrasse 21, 25, 27, 29, 29a, 29b 586078 / 221784                                               | |
| 3662                                                                   | ja   | Datei hochladen · Wikidata zu Wohnhaus (1902) (Q124756503)                                          | Wohnhaus (1902)                                                          | G   | Wasenstrasse 10 585939 / 221516                                                                        | |
| 3665; 3666                                                             | ja   | Datei hochladen · Wikidata zu Mehrfamilienhaus (1840) (Q124756504)                                  | Wohnhaus (1840)                                                          | G   | Wasenstrasse 14, 16 585976 / 221560                                                                    | |
| 3682; 11136                                                            | ja   | Datei hochladen · Wikidata zu Wohnüberbauung Im Wasen (Q123263890)                                  | Wohnüberbauung Im Wasen (1917/18)                                        | G   | Wasenstrasse 34, 38, 40, 42, 44, 46 586127 / 221526                                                    | |
| 3684; 10426                                                            | ja   | Datei hochladen · Wikidata zu Doppelwohnhaus (1903) (Q123263410)                                    | Doppelwohnhaus (1903)                                                    | G   | Blumenstrasse 40, 42 586215 / 221537                                                                   | |
| 3686; 3687                                                             | ja   | Datei hochladen · Wikidata zu Zwei Wohnhäuser mit Laden und Restaurant (Q123263897)                 | zwei Wohnhäuser mit Laden und Restaurant (1896/97)                       | G   | General-Dufour-Strasse 141, 143 586229 / 221501                                                        | |
| 3689; 3690; 3691; 3692                                                 | ja   | Datei hochladen · Wikidata zu Vier Wohnhäuser mit Läden (1902) (Q123263438)                         | vier Wohnhäuser mit Läden (1902)                                         | G   | General-Dufour-Strasse 133, 135, 137, 139 586217 / 221492                                              | |
| 3714; 3715                                                             | ja   | Datei hochladen · Wikidata zu Wohnhaus (1898/99) (Q123397131)                                       | Wohnhaus (1898/99)                                                       | G   | General-Dufour-Strasse 107, 109 586060 / 221389                                                        | |
| 3745                                                                   | BW   | Datei hochladen                                                                                     | Wohnhaus (1898/99)                                                       | G   | General-Dufour-Strasse 98 586063 / 221355                                                              | |
| 3750                                                                   | ja   | Datei hochladen · Wikidata zu Wohnhaus Nelkenstrasse 26–28, Biel/Bienne (Q124756480)                | Wohnhaus (1909)                                                          | G   | Nelkenstrasse 26, 28 586173 / 221357                                                                   | |
| 3780                                                                   | BW   | Datei hochladen                                                                                     | Einfamilienhaus (1910)                                                   | G   | Falkenstrasse 24 586318 / 221734                                                                       | |
| 3788                                                                   | ja   | Datei hochladen · Wikidata zu Mehrfamilienhaus (1897) (Q123363372)                                  | Mehrfamilienhaus (1897)                                                  | G   | Bözingenstrasse 42 586157 / 221809                                                                     | |
| 3789                                                                   | ja   | Datei hochladen · Wikidata zu Mehrfamilienhaus (1898) (Q123358681)                                  | Mehrfamilienhaus (1898)                                                  | G   | Bözingenstrasse 40 586144 / 221801                                                                     | |
| 3790                                                                   | ja   | Datei hochladen · Wikidata zu Mehrfamilienhaus mit Laden (1898/99) (Q123263513)                     | Mehrfamilienhaus mit Laden (1898/99)                                     | G   | Bözingenstrasse 38 586131 / 221793                                                                     | |
| 3802                                                                   | ja   | Datei hochladen · Wikidata zu Mehrfamilienhaus (1899) (Q123358680)                                  | Mehrfamilienhaus (1899)                                                  | G   | Bözingenstrasse 36 586114 / 221778                                                                     | |
| 3803                                                                   | ja   | Datei hochladen · Wikidata zu Mehrfamilienhaus (1899) (Q123263507)                                  | Mehrfamilienhaus (1899)                                                  | G   | Bözingenstrasse 34a 586108 / 221770                                                                    | |
| 3804                                                                   | ja   | Datei hochladen · Wikidata zu Lagerhaus mit Wohnungen (Q123263506)                                  | Lagerhaus mit Wohnungen (1944)                                           | G   | Bözingenstrasse 34 586092 / 221759                                                                     | |
| 3805                                                                   | ja   | Datei hochladen · Wikidata zu Wohn- und Geschäftshaus (1898) (Q123344887)                           | Wohn- und Geschäftshaus (1898)                                           | G   | Bözingenstrasse 32 586076 / 221745                                                                     | |
| 3866                                                                   | ja   | Datei hochladen · Wikidata zu Ehemaliges Wohlfahrtsgebäude Omega SA (Q123263586)                    | Ehemaliges Wohlfahrtsgebäude Omega SA (1948/49)                          | G   | Jakob-Stämpfli-Strasse 43 586343 / 221427                                                              | |
| 3869                                                                   | ja   | Datei hochladen · Wikidata zu Campagne Gurzelen (Q123263406)                                        | Campagne Gurzelen (um 1790)                                              | G   | Jakob-Stämpfli-Strasse 108, 110 586561 / 221533                                                        | |
| 3878                                                                   | ja   | Datei hochladen · Wikidata zu Hochhaus La Champagne (Q123263502)                                    | Hochhaus La Champagne (1968/69)                                          | G   | Falkenstrasse 35 586393 / 221722                                                                       | |
| 3946                                                                   | ja   | Datei hochladen · Wikidata zu Ehemaliges Siechenhaus (1581–1596) (Q123263432)                       | Ehemaliges Siechenhaus (1581–1596)                                       | G   | Bözingenstrasse 71, 71a, 71b, 75 586364 / 221977                                                       | |
| 3947                                                                   | BW   | Datei hochladen                                                                                     | Einfamilienhaus (1932)                                                   | G   | Im Eichhölzli 10 585486 / 221775                                                                       | |
| 3949                                                                   | ja   | Datei hochladen · Wikidata zu Zweifamilienhaus (Q123263898)                                         | Zweifamilienhaus (1920)                                                  | G   | Bözingenstrasse 77 586383 / 222023                                                                     | |
| 3952                                                                   | BW   | Datei hochladen                                                                                     | Bauernhof (1818)                                                         | G   | Falbringen 24 585975 / 222198                                                                          | |
| 3957                                                                   | ja   | Datei hochladen · Wikidata zu Pächterhaus des Landsitzes Unteres Ried (Q123263517)                  | Pächterhaus des Landsitzes Unteres Ried (1884)                           | G   | Paul-Robert-Weg 5 586176 / 222228                                                                      | |
| 4041                                                                   | BW   | Datei hochladen                                                                                     | Villa (1922)                                                             | G   | Haldenstrasse 70 586508 / 222238                                                                       | |
| 4091                                                                   | BW   | Datei hochladen                                                                                     | Einfamilienhaus (1932)                                                   | G   | Seldwylaweg 1 585733 / 219958                                                                          | |
| 4479                                                                   | ja   | Datei hochladen · Wikidata zu Ehemaliges Bauernhaus (Q123263422)                                    | Ehemaliges Bauernhaus (Ende 18. Jh.)                                     | G   | Mühlestrasse 33 587210 / 221804                                                                        | |
| 4481                                                                   | ja   | Datei hochladen · Wikidata zu Reformiertes Pfarrhaus Mett (1753) (Q123263518)                       | Reformiertes Pfarrhaus Mett (1753)                                       | G   | Gottfried-Ischer-Weg 11 587311 / 221781                                                                | |
| 4481                                                                   | ja   | Datei hochladen · Wikidata zu Ehemaliges Ofen- und Waschhaus (Q123263430)                           | Ehemaliges Ofen- und Waschhaus (16. Jh.)                                 | G   | Gottfried-Ischer-Weg 9 587295 / 221777                                                                 | |
| 4500                                                                   | ja   | Datei hochladen · Wikidata zu Schulhaus Mett (Q123263523)                                           | Schulhaus Mett (1837/38)                                                 | G   | Poststrasse 23, 23a, 23b, 23c 587430 / 221774                                                          | |
| 4822                                                                   | BW   | Datei hochladen                                                                                     | Kesselhaus der Energiezentrale (1957)                                    | G   | Gottstattstrasse 2 586594 / 221389                                                                     | |
| 4946                                                                   | BW   | Datei hochladen                                                                                     | Schulanlage Linde (1956–1958)                                            | G   | Seilerweg 64, 64a, 64b, 64c, 64d, 64e, 66, 68, 70, 72, 74 586828 / 220855                              | |
| 5031                                                                   | ja   | Datei hochladen · Wikidata zu Abdankungshalle Friedhof Madretsch (1959–1962) (Q123263392)           | Abdankungshalle (1959–1962)                                              | G   | Brüggstrasse 133 586720 / 219557                                                                       | |
| 5031                                                                   | ja   | Datei hochladen · Wikidata zu Friedhof Madretsch (Q123263500)                                       | Friedhof Madretsch (1904)                                                | G   | Brüggstrasse 123, 125 586539 / 219540                                                                  | |
| 5050                                                                   | BW   | Datei hochladen                                                                                     | Villa Rosa (um 1900)                                                     | G   | Rainstrasse 30 586179 / 220271                                                                         | |
| 5056                                                                   | BW   | Datei hochladen                                                                                     | Reformierte Pauluskirche (1940)                                          | G   | Blumenrain 24 586155 / 220150                                                                          | |
| 5161; 5244; 6368; 6433; 6574; 6575; 6607; 6609; 6752; 6753; 6850; 6851 | ja   | Datei hochladen · Wikidata zu Wohnhäuser (1929–1935) (Q123263889)                                   | Wohnhäuser (1929–1935)                                                   | G   | General-Dufour-Strasse 142, 144, 146, 148, 150, 152, 154, 156, 158, 160, 162, 164 586356 / 221550      | |
| 5192                                                                   | BW   | Datei hochladen                                                                                     | Wohnhaus (um 1905/1910)                                                  | G   | Pianostrasse 30 586104 / 220521                                                                        | |
| 5196                                                                   | BW   | Datei hochladen                                                                                     | Schulhaus Madretsch (1872/77)                                            | G   | Madretschstrasse 67 586061 / 220406                                                                    | |
| 5228                                                                   | ja   | Datei hochladen · Wikidata zu Wartehäuschen der städtischen Verkehrsbetriebe (1933) (Q113510060)    | Wartehäuschen der städtischen Verkehrsbetriebe (1933)                    | G   | Brühlstrasse 65 586236 / 220601                                                                        | Das Wartehäuschen liegt an einem Kreisverkehr, in den die Brühlstrasse, der Radiusweg, die Mettstrasse und die Wandrainstrasse münden. Es wurde 1933 vom Architekten Ernst Berger entworfen und verbindet verschiedene Funktionen unter einem ausladenden halbkreisförmigen Beton-Flachdach, dass sich unterseitig in mehreren Spiralen dynamisch verjüngt. Die mit Stahlsprossung fein verglaste Telefonzelle dient gleichzeitig als Wetterschutz für den offenen Wartebereich. Auf der Seite, die der Telefonkabine gegenüber liegt, befindet sich ein Kiosk. Der Wartebereich wurde zu den Privathäusern hin mit einer Betonwand geschlossen. Davor ordnete Berger ein Sitzbank aus Holz an. Rückwärtig befindet sich eine Toilette. |
| 5299                                                                   | ja   | Datei hochladen · Wikidata zu Katholische Kirche Bruder Klaus (Q50383854)                           | Katholische Kirche Bruder Klaus (1957/58)                                | G   | Alfred-Aebi-Strasse 86 585743 / 220097                                                                 | |
| 5443                                                                   | ja   | Datei hochladen · Wikidata zu Wartehäuschen der städtischen Verkehrsbetriebe (1941) (Q113513000)    | Wartehäuschen der städtischen Verkehrsbetriebe (1941)                    | G   | Brüggstrasse 50 585983 / 219900                                                                        | Es wurde 1941 vom Architekten Karl von Büren als Eisenbetonbau entworfen. Damit ist es das einzige Wartehäuschen der Bieler Moderne, dass nicht von Ernst Berger geschaffen wurde. Unter einem halbrunden Flachdach befindet sich ein zentral angeordneter Stützpfeiler, der zu einer Telefonzelle ausgebaut wurde. Um die Zelle herum wurden radial Neonröhren als Beleuchtung angeordnet. Ursprünglich gab es an der Südostseite eine Metallsprossenwand, die nun fehlt. Auf der Rückseite des einseitig offenen Wartehäuschens befindet sich ein Service- und Toilettenraum. Aufgrund der Bauteildimensionen wirkt der Bau sehr zierlich. Er ist Bestandteil der Reihe von «berühmten» Wartehäuschen der Verkehrsbetriebe Biel aus der Zeit zwischen dem Ersten und Zweiten Weltkrieg, die «bewusst als Symbole von Fortschrittlichkeit und Modernität» geschaffen wurden. |
| 5551                                                                   | ja   | Datei hochladen · Wikidata zu Eidgenössische Hochschule für Sport Magglingen (Gebäude) (Q1233658)   | Zentralgebäude Eidgenössische Turn- und Sportschule Magglingen (1969/70) | G   | Hauptstrasse 247 582852 / 220766                                                                       | |
| 5551                                                                   | ja   | Datei hochladen · Wikidata zu Ehemaliges Kurhaus und Grand-Hotel Magglingen (Q123263428)            | Ehemaliges Kurhaus und Grand-Hotel Magglingen (1876/77)                  | G   | Hauptstrasse 249 582852 / 220766                                                                       | |
| 5558; 111                                                              | BW   | Datei hochladen                                                                                     | 2 Fussgängerbrücken (1889)                                               | G   | Taubenlochweg N.N.2 / Taubenlochweg N.N.3 586825 / 222951                                              | |
| 5567; 5568; 5589; 6427; 6496; 6497                                     | ja   | Datei hochladen · Wikidata zu Brühlhof (Q114706001)                                                 | Brühlhof (1930–1937)                                                     | G   | Mattenstrasse 83, 85, 87, 89, 91, 93 586005 / 220618                                                   | |
| 5579                                                                   | ja   | Datei hochladen · Wikidata zu Wohnhaus Sporthof (Q123263571)                                        | Wohnhaus Sporthof (1939)                                                 | G   | General-Dufour-Strasse 166 586418 / 221595                                                             | |
| 5660 ff.                                                               | BW   | Datei hochladen                                                                                     | Genossenschaftssiedlung (1926–1930)                                      | G   | Sonnhalde 1, 2, 2a, 3, 4, 6, 8, 10, 12, 14, 14a, 15, 16, 17 585830 / 221966                            | Von 1926 bis 1930 durch den Architekten Eduard Lanz erbaut |
| 5716 ff.                                                               | BW   | Datei hochladen                                                                                     | Merkurhof (1931–1934)                                                    | G   | General-Dufour-Strasse 114, 116, 118, 120, 122, 124 / Wasserstrasse 21, 23, 25, 27, 29 586196 / 221446 | |
| 5736                                                                   | BW   | Datei hochladen                                                                                     | Gartenpavillon (1923/24)                                                 | G   | Alpenstrasse 55a 584840 / 220968                                                                       | |
| 5841; 5842; 5843; 5844                                                 | BW   | Datei hochladen                                                                                     | zwei Doppelmehrfamilienhäuser (1923/24)                                  | G   | Höheweg 16, 18, 20, 22 584799 / 220998                                                                 | |
| 5928                                                                   | BW   | Datei hochladen                                                                                     | Genossenschaftswohnungen (1926)                                          | G   | Rennweg 68, 70, 72, 74, 76, 78, 80, 82 587170 / 221556                                                 | |
| 6089; 6132; 6309; 6448                                                 | ja   | Datei hochladen · Wikidata zu Vier Wohn- und Geschäftshäuser (1926–1930) (Q123263437)               | vier Wohn- und Geschäftshäuser (1926–1930)                               | G   | General-Dufour-Strasse 147, 149, 151 / Gurzelenstrasse 37 586285 / 221538                              | |
| 6363                                                                   | BW   | Datei hochladen                                                                                     | Fabrik (1929)                                                            | G   | Gurzelenstrasse 16 586112 / 221673                                                                     | |
| 6411                                                                   | BW   | Datei hochladen                                                                                     | Wohnhaus und Uhrensteinfabrik (1929/30)                                  | G   | Rebenweg 22 586545 / 220127                                                                            | |
| 6422; 6423; 6520; 6521                                                 | BW   | Datei hochladen                                                                                     | zwei Doppel-Dreifamilienhäuser (1929/30)                                 | G   | Plattenweg 1, 3, 5, 7 584980 / 221105                                                                  | |
| 6453                                                                   | BW   | Datei hochladen                                                                                     | Wohnhaus (1934)                                                          | G   | Dählenweg 16 586550 / 220352                                                                           | |
| 6773                                                                   | BW   | Datei hochladen                                                                                     | Dreifamilienhaus mit Garage (1934/35)                                    | G   | Schützengasse 86, 86a 585886 / 221823                                                                  | |
| 6883                                                                   | BW   | Datei hochladen                                                                                     | Einfamilienhaus (1936)                                                   | G   | Alpenstrasse 44a 584776 / 220822                                                                       | |
| 6950                                                                   | BW   | Datei hochladen                                                                                     | Sandhaus (1950)                                                          | G   | Alfred-Aebi-Strasse 58 585439 / 219884                                                                 | |
| 7046; 7047; 7079; 7083; 7084                                           | BW   | Datei hochladen                                                                                     | Wohnblock mit Laden (1938–1940)                                          | G   | General-Dufour-Strasse 91, 93, 95, 97, 99 585951 / 221322                                              | |
| 7132                                                                   | ja   | Datei hochladen · Wikidata zu Schulhaus Geyisried (1951–1954) (Q123263521)                          | Schulhaus Geyisried (1951–1954)                                          | G   | Geyisriedweg 60, 62, 64, 66, 68, 70 588199 / 221675                                                    | |
| 7546                                                                   | BW   | Datei hochladen                                                                                     | Schulhaus Mühlefeld Süd (1968)                                           | G   | Aegertenstrasse 13 585987 / 219367                                                                     | |
| 7843                                                                   | ja   | Datei hochladen · Wikidata zu Sekundarschule / OSZ Madretsch (1949–1953) (Q123263525)               | Sekundarschule / OSZ Madretsch (1949–1953)                               | G   | Friedweg 24 586010 / 220129                                                                            | |
| 7978                                                                   | BW   | Datei hochladen                                                                                     | Kassenhaus Stadion Gurzelen (1953)                                       | G   | Champagneallee 2a 586445 / 221617                                                                      | |
| 7990                                                                   | ja   | Datei hochladen · Wikidata zu Schulhaus Champagne (Q114036051)                                      | Schulhaus Champagne (1960–1962)                                          | G   | Champagneallee 1 586468 / 221670                                                                       | 1960/62 vom Architekten Max Schlup erstelltes Schulgebäude mit Eisenplastik "Aggression" (1962) von Bernhard Luginbühl auf Pausenplatz. |
| 8044                                                                   | ja   | Datei hochladen · Wikidata zu Krematorium Madretsch (1911) (Q123263504)                             | Krematorium Madretsch (1911)                                             | G   | Brüggstrasse 131, 131a 586770 / 219658                                                                 | |
| 8291                                                                   | BW   | Datei hochladen                                                                                     | Zweifamilienhaus mit Atelier (1957)                                      | G   | Wilhelm-Kutter-Weg 11 586064 / 219630                                                                  | |
| 8434                                                                   | BW   | Datei hochladen                                                                                     | Wohn- und Verwaltungsgebäude (1955)                                      | G   | Schwanengasse 34 586047 / 220763                                                                       | |
| 8652                                                                   | BW   | Datei hochladen                                                                                     | Maschinenfabrik (1956/57)                                                | G   | Jakob-Strasse 52 587511 / 222091                                                                       | |
| 8713                                                                   | BW   | Datei hochladen                                                                                     | Einfamilienhaus (1961)                                                   | G   | Tessenbergstrasse 27 583149 / 219887                                                                   | 1961 von Max Schlup errichtetes Einfamilienhaus |
| 8727                                                                   | BW   | Datei hochladen                                                                                     | Gewerbehallen (1959 / 1963)                                              | G   | Solothurnstrasse 154 588509 / 223520                                                                   | |
| 8793                                                                   | BW   | Datei hochladen                                                                                     | Schulanlage Battenberg mit Turnhalle (1962/63)                           | G   | Heidensteinweg 23, 23a, 23b, 23c / Heidensteinweg 21, 21a 587770 / 221129                              | |
| 8816                                                                   | BW   | Datei hochladen                                                                                     | Alterssiedlung Im Ried (1957)                                            | G   | Paul-Robert-Weg 2, 4, 6 586244 / 222238                                                                | |
| 9257                                                                   | BW   | Datei hochladen                                                                                     | Einfamilienhaus (1969)                                                   | G   | Kloosweg 58 585289 / 221622                                                                            | |
| 9392                                                                   | ja   | Datei hochladen · Wikidata zu Wartehäuschen der städtischen Verkehrsbetriebe (1929/30) (Q113513858) | Wartehäuschen der städtischen Verkehrsbetriebe (1929/30)                 | G   | Brüggstrasse 2b 585821 / 220148                                                                        | Das Wartehäuschen wurde in den Jahren 1929 bis 1930. Der Entwurf stammt von Ernst Berger und entspricht im Ursprung dem pilzförmigen Bautyp auf dem Guisan-Platz. Ein vorgefertigter, armierter Betonmast trägt ein auskragendes Betondach. Das Bauwerk stand ursprünglich mitten auf dem Platz und wurde im Jahr 1982 an seinen heutigen Standort verlegt. Der Glasschutz und die auffällige Farbgebung stammen auch aus dieser Zeit. Die typische, umlaufende Beleuchtung unter einer Opalglasblende am Rand des Flachdaches wurde entsprechend dem Ursprungsentwurf erhalten. Der Warteraum mit Sitzbänken ist zum Platz offen, Telefonkabinen befinden sich an der Rückseite. Der Bau gehört zu den Wartehallen der Bieler Moderne, die von der Stadtverwaltung «bewusst als Elemente einer progressiven Stadtgestaltung» eingesetzt wurden.                              |
| 9657                                                                   | ja   | Datei hochladen · Wikidata zu Alte Öle (1811) (Q123263476)                                          | Alte Öle (1811)                                                          | G   | Solothurnstrasse 4 587052 / 222502                                                                     | |
| 9966                                                                   | BW   | Datei hochladen                                                                                     | Wohnhaus mit Laden (um 1840)                                             | G   | Bözingenstrasse 191 586994 / 222484                                                                    | |
| 9977                                                                   | BW   | Datei hochladen                                                                                     | Einfamilienhaus (1936)                                                   | G   | Kloosweg 89 585240 / 221585                                                                            | |
| 10057; 10241                                                           | BW   | Datei hochladen                                                                                     | Villa Renfer (1885)                                                      | G   | Renfer-Park 1, 3 587098 / 222379                                                                       | |
| 10199                                                                  | ja   | Datei hochladen · Wikidata zu Campagne Oberes Ried (Q123263407)                                     | Campagne Oberes Ried (1681)                                              | G   | Paul-Robert-Weg 25 586201 / 222442                                                                     | |
| 10782                                                                  | ja   | Datei hochladen · Wikidata zu Wohnhaus (1946) (Q123382616)                                          | Wohnhaus (1946)                                                          | G   | 47, 47a, 47b, 47c, 47d, 47e, 47f 586197 / 221866                                                       | |
| 10938                                                                  | ja   | Datei hochladen · Wikidata zu Wohnstock (1848) (Q124756470)                                         | Wohnhaus (1848)                                                          | G   | Gottfried-Ischer-Weg 8 587317 / 221743                                                                 | |
| 11149                                                                  | BW   | Datei hochladen                                                                                     | Ehemaliges Berghausgut (um 1800)                                         | G   | Berghausweg 32 585573 / 222083                                                                         | |
| 11318                                                                  | BW   | Datei hochladen                                                                                     | Verdanscheune (1819–1830)                                                | G   | Seevorstadt 79 584972 / 220965                                                                         | |
| 11326                                                                  | BW   | Datei hochladen                                                                                     | Zweifamilienhaus (1928)                                                  | G   | Mühlestrasse 32 587080 / 221843                                                                        | |
| 11336                                                                  | BW   | Datei hochladen                                                                                     | Fabrikantenvilla (1905)                                                  | G   | Zentralstrasse 125, 131 585809 / 220204                                                                | |
| 25011                                                                  | BW   | Datei hochladen                                                                                     | Lokomotivdepot SBB (1919–1923)                                           | G   | Brüggstrasse 47a 586267 / 220011                                                                       | |
| 25012                                                                  | BW   | Datei hochladen                                                                                     | Lagerhallen des Güterbahnhofs (1914)                                     | G   | Schwanengasse 52 586128 / 220857                                                                       | |